# Ncincihli Titi
Ncincihli Titi (né le 15 décembre 1993) est un athlète sud-africain, spécialiste du 200 m.
Il bat à deux reprises son record le 12 avril 2014 à Pretoria, en 20 s 41 égalés, pour remporter le titre de champion sud-africain du 200 m, devant Akani Simbine. Il détient en 38 s 35 avec Henricho Bruintjies, Simon Magakwe et Akani Simbine, le record sud-africain du relais 4 x 100 m grâce à sa 4e place lors des Jeux du Commonwealth à Glasgow en 2014.
Le 15 avril 2017, il porte son record sur 200 m à 20 s 14, profitant d'un vent favorable de 1,7 m/s, à Columbia (Caroline du Sud). Il étudie a l'université de Caroline du Sud.
En août 2017, il termine 4e du 200 m lors de l'Universiade, en 21 s 00 avec fort vent contraire à 1/100e du podium.
Le 21 avril 2018, il court le 200 m en 20 s 00, toujours à Columbia, en bénéficiant d'un vent de + 1,9 m/s.
Le 5 août 2018, il devient champion d'Afrique du 200 m.

## Palmarès
| Date | Compétition            | Lieu      | Résultat | Épreuve   | Temps   |
| ---- | ---------------------- | --------- | -------- | --------- | ------- |
| 2014 | Jeux du Commonwealth   | Glasgow   | 4e       | 4 x 100 m | 38 s 35 |
| 2014 | Championnats d'Afrique | Marrakech | 4e       | 200 m     | 20 s 63 |
| 2018 | Championnats d'Afrique | Asaba     | 1er      | 200 m     | 20 s 46 |
| 2018 | Coupe continentale     | Ostrava   | 6e       | 200 m     | 20 s 78 |